# باشگاه فوتبال ماردو لینامیسکوند
باشگاه فوتبال ماردو لینامیسکوند (استونیایی: Maardu Linnameeskond) یک باشگاه فوتبال در شهر ماردو، استونی است.
این باشگاه که در سال ۱۹۹۷ تاسیس شده سابقه دو قهرمانی در لیگ دسته دوم فوتبال استونی را دارد.